# Music-hall

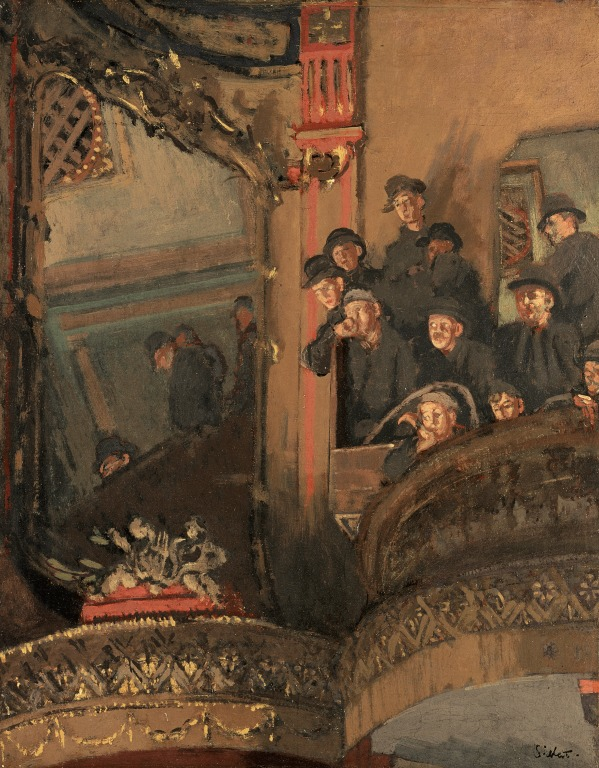
Spettatori all'Old Bedford, uno dei più celebri music-hall inglesi, ritratti da Walter Richard Sickert

Il music-hall è un genere di spettacolo teatrale composito, costituito da esibizioni di attori, cantanti, ballerini, acrobati o illusionista, diventato popolare nella Gran Bretagna dagli inizi dell'Ottocento, e passato poco dopo in Francia dove assunse il nome di café-concert.

## Caratteristiche
Il music-hall è uno spettacolo ravvicinabile per caratteristiche e genesi al vaudeville e al varietà. Si tratta, infatti, di un genere popolare che si svolgeva in luoghi non convenzionali come pub, ristoranti e solo in seguito in teatri, numeri di arte varia eseguiti da diversi artisti. Per estensione, con lo stesso termine si indicavano sia gli edifici che ospitavano questo genere di spettacoli sia i componimenti musicali che li accompagnavano.

## Artisti del music-hall
- Édith Piaf
- La Goulue
- Mistinguett
- Maurice Chevalier
- Joséphine Baker
- Colette
- Alfred Vance